# Fagnano Olona
Fagnano Olona är en ort och kommun i provinsen Varese i regionen Lombardiet i Italien. Kommunen hade 12 498 invånare (2018).